# Bjørn Rasmussen
Bjørn Vilhelm Ravn Rasmussen (* 19. Mai 1885 in Kopenhagen; † 24. September 1962 in Aarhus) war ein dänischer Fußballspieler.

## Karriere
Bjørn Rasmussen spielte für den Kjøbenhavns Boldklub. Für die dänische Nationalmannschaft bestritt er sieben Länderspiele, zwei davon bei den Olympischen Sommerspielen 1908 in London. Eines der Spiele war der 17:1-Erfolg im Halbfinale über Frankreich. Dies ist zugleich für Frankreich bis heute die höchste Niederlage der Nationalmannschaft sowie der höchste Sieg der dänischen Nationalmannschaft. Sein zweites Spiel bestritt er im olympischen Finale, wo die Dänen den Briten mit 0:2 unterlagen und die Silbermedaille gewannen.